# ABP Induction Systems
ABP Induction Systems GmbH ist ein deutsches Industrieunternehmen und einer der führenden Hersteller von induktiv betriebenen Anlagen für die Metallindustrie mit weltweitem Tätigkeitsfeld.
ABP hat seinen Hauptsitz in Dortmund und ist dort ins Handelsregister eingetragen.
ABP Induction wurde im November 2005 von Asea Brown Boveri losgelöst und ist seitdem ein eigenständiges Industrieunternehmen, welches in einer hundertjährigen Firmengeschichte steht.
Bei den Induktionsöfen wird über Spulen die zum Schmelzen oder Erwärmen benötigte Energie direkt in das Werkstück induziert, so dass eine wesentlich effizientere, schnellere und genauer zu dosierende Erwärmung bei bequemerer Handhabung erreicht wird.

## Geschichte

### ASEA
1903 baute das Unternehmen seinen ersten Induktionsofen für den Gießereibetrieb – damals unter dem Namen Allmänna Svenska Elektriska Aktiebolaget (ASEA), mit Sitz in Schweden.

### Fusion mit BBC zu ABB
1988 fusionierten ASEA und der schweizerische Brown, Boveri & Cie. (BBC) zur Asea Brown Boveri (ABB). Diese strategische Fusion führte ABB zur weltweiten Nummer drei der Elektrotechnik und galt damals als Meilenstein der Wirtschaftsgeschichte, da nun neben der komplexen Steuerungs-, Automatisierungs- und Informationstechnik auch auf Dienstleistungen wie Beratung, Planung, Anlagensystemtechnik, Montage, Inbetriebnahme und Schulung des Betriebspersonals ein höherer Stellenwert gelegt wurde.

### ABP
Zum 1. November 2005 verkaufte ABB ihre Sparte Business Unit Foundry Systems an CM Acquisition. Aus dem Geschäftsbereich ABB Gießereien und Umformwerke Dortmund wurde das eigenständige Unternehmen ABP Induction Systems GmbH mit Hauptsitz in Dortmund, das gleichzeitig die Zentrale für die Aktivitäten in den USA, Schweden, Thailand, Brasilien, Mexiko, Indien und Russland ist. Durch diese wirtschaftliche Entwicklung – im Rahmen der Bündelung des Know-hows von ASEA, BBC und ABB am ehemaligen BBC Standort Dortmund, im Dortmunder Hafen – gehört ABP Induction Systems GmbH zu einem Technologie- und Marktführer auf dem Gebiet „Induktives Schmelzen und Erwärmen“.

### ABP heute
Zum 1. September 2019 übernahm die MHI/Primetals-Gruppe das Unternehmen.

## Standort

### Hauptsitz

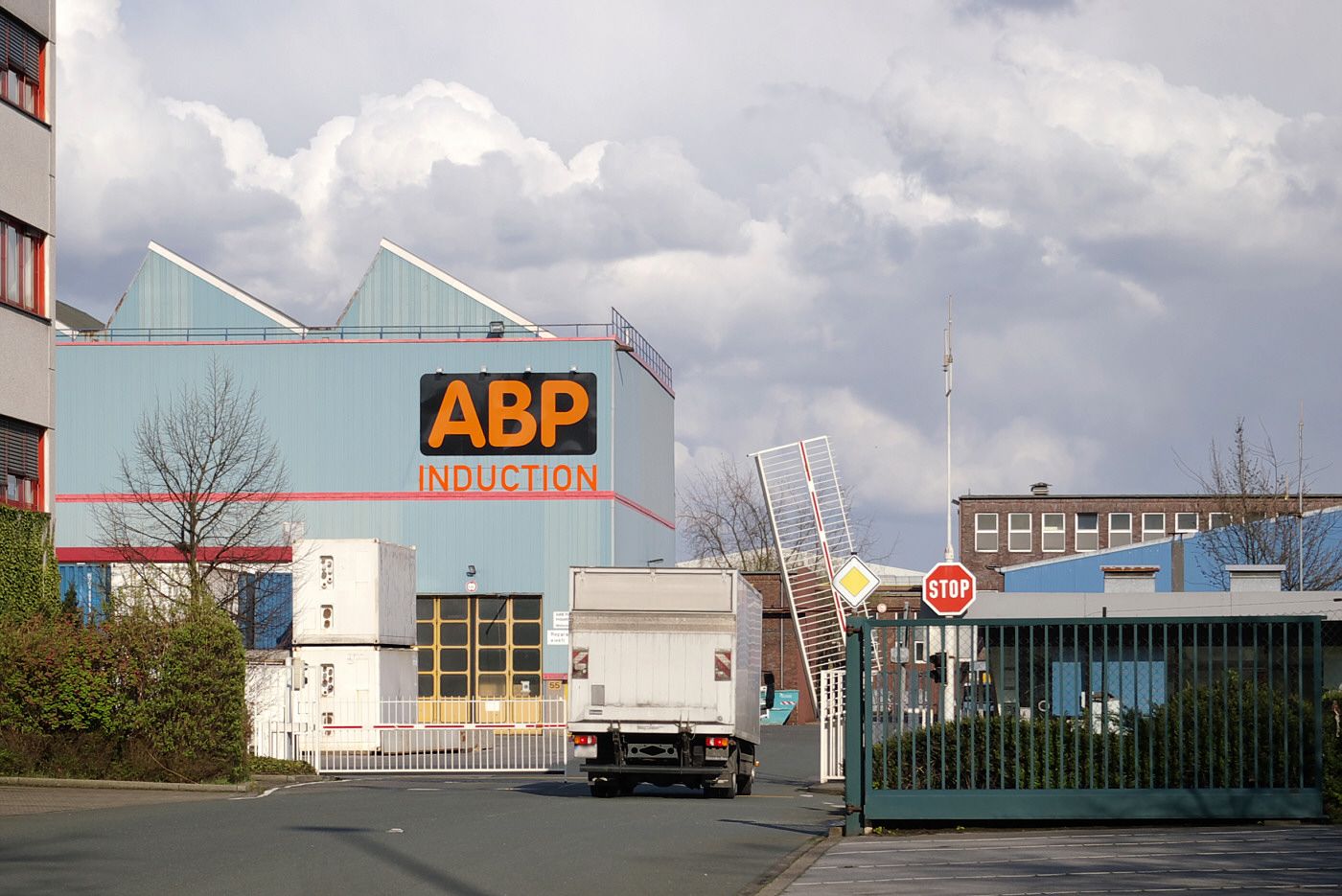
ABP Induction Systems Dortmund

Der Hauptsitz des Unternehmens befindet sich heute auf dem ehemaligen Gelände der BBC, im Dortmunder Hafen.
Dieser Standort ist aufgrund seiner räumlichen Nähe zu Industrieunternehmen im Ruhrgebiet, sowie seiner vielfältigen logistischen Möglichkeiten (Anbindung ans deutsche Binnenschifffahrtsnetz, direkte Anbindung an das Autobahn- und Schienennetz, mehrere Hochschulen) vorteilhaft.

### Weitere Unternehmensstandorte
ABP Induction Systems hat Tochtergesellschaften in den USA, in Thailand, Schweden, Brasilien, Mexiko und Indien.

## Produkte
Die Kernaktivität von ABP liegt in der Produktion von Anlagen für das Schmelzen, Warmhalten und Erwärmen von Metallen und metallischen Produkten.
Diese Anlagen bestehen aus Transformatoren, Umrichter, Drossel, Steuerungstechnik und Ofenspule sowie Ofenkörper. Dazu kommen Service-Leistungen, insbesondere zur Digitalisierung der Gießerei-Industrie für eine CO2-Reduzierung und Energieeinsparung.

### Schmelzen
Die Anlagen, die von ABP zum Schmelzen angeboten werden, sind leistungsstarke Induktionsöfen, in denen Eisen- und Nichteisenmetalle, sowie deren Legierungen in kurzer Zeit aufgeschmolzen und überhitzt werden können.

### Warmhalten
Zum Warmhalten werden Öfen angeboten, deren induzierte Leistung im Verhältnis zum Füllvolumen deutlich geringer ist als bei den Schmelzaggregaten. So ist es möglich im Schmelzaggregat aufgeschmolzenes Metall nach Umfüllen ökonomisch und ökologisch sinnvoll auf gewünschter Temperatur vorrätig zu halten. Warmhalteöfen werden in der Regel als Öfen mit angeflanschten Tiegel- oder Rinneninduktoren ausgeführt.

### Gießen
Der Gießofen ist im Prinzip ein Warmhalteofen, welcher mit einer Füllstandsniveauregulierung mittels Gasdruck, sowie einem Abgusssiphon ausgestattet ist.
Der Abgusssiphon ist mit einem Schließsystem ausgestattet, welches es ermöglicht, in Abhängigkeit vom Automatisierungsgrad, Gießformen manuell oder automatisch zu befüllen. Bei ausreichend hohem Durchsatz im Verhältnis zum Volumen ist es möglich, den Gießofen unbeheizt auszuführen.

### Erwärmer
Erwärmer werden genutzt um metallische Halbzeuge für Anwendungen der Vergütung oder Warmumformung zu Erwärmen ohne sie in einen flüssigen Aggregatzustand zu versetzen. Erwärmer sind häufig als Durchlauföfen mit mechanischem Teiletransport ausgefüllt. Anwendungsbeispiel: Schmieden.

### Service
Neben dem Bau und Verkauf von Anlagen, wird auf den Service großen Wert gelegt. Zum Kundenservice gehört eine ausführliche Konzepterarbeitung, die auf jeden Kunden zugeschnitten ist. Außerdem werden auch Prozesssimulationen, Investitions- und Nutzenabschätzungen durchgeführt. Es wird auch darauf geachtet, dass die Projekte für beide Seiten realisierbar sind und eine reibungslose Inbetriebnahme stattfindet mittels Auftragsreihenoptimierung und Chargenplanung (MeltShopManager). Des Weiteren werden für Kunden Mitarbeiterschulungen angeboten, um diese auf dem neuesten Informationsstand zu halten und mit neuen Anlagen vertraut zu machen. Die Anlagen werden mit Prozesskontrolle und Steuerung mittels Gießereileitständen angeboten. Außerdem werden die Anlagen mit Energiemanagementsystemen ausgestattet.

### Digitalisierung
Seit 2019 werden außerdem digitale Services angeboten zur Digitalisierung von Gießereien, zusammengefasst unter dem Plattform-Label MyABP. Dabei handelt es sich um eine digitale Plattform, die herstellerneutral Komponenten in Gießerei-Anlagen mittels Sensoren einbinden und steuern kann. Auf der Plattform laufen verschiedene Apps zur Zustandsüberwachung einer Gießerei-Anlage.
Zur Plattform gehören auch digitale Trainings- und Serviceangebote. Dazu zählt die ABP Virtual Academy mit dem ABP Virtual Classroom (eine 3D-Trainingsumgebung, in der man sich mittels Avatar bewegt) und dem ABP Virtual Training (Training im virtuellen Raum mittels Virtual Reality), dazu ABP digital Expert on Demand (dEoD), eine Augmented-Reality-Lösung für ortsunabhängige Serviceleistungen.

### Zusatzeinrichtungen
Durch Zusatzprodukte, z. B. Schlackebagger, werden Produktionsnebenzeiten reduziert, Produktionsabläufe beschleunigt und optimiert.
Die Tiegelausdrückvorrichtung beschleunigt den Tiegelwechsel.
Tiegelüberwachungssysteme, elektromechanische Stopfenbetätigung für automatische Gießanlagen, optimieren Produktionsabläufe.
Zusätzlich werden auch Hard- und Softwarelösungen zur Steuerung und Überwachung des Betriebs von Schmelz-, Warmhalte- und Erwärmungsanlagen angeboten.